# Zimbabwében történt légi közlekedési balesetek listája
A Zimbabwében történt légi közlekedési balesetek listája mind a halálos áldozattal járó, mind pedig a kisebb balesetek, meghibásodások miatt történt, gyakran csak az adott légiforgalmi járművet érintő baleseteket is tartalmazza évenkénti bontásban.

## Zimbabwében történt légi közlekedési balesetek

### 2017
- 2017. augusztus 23. 16:00 körül (helyi idő szerint), a Hwange Nemzeti Park területén. Lezuhant a Zimbabwe Parks and Wildlife Management Authority (ZimParks) helikoptere. A balesetben senki sem sérült meg.[1]